# Луцій Аврелій Котта (консул 119 року до н. е.)
Лу́цій Авре́лій Ко́тта (лат. Lucius Aurelius Cotta; ? — після 119 до н. е.) — політичний діяч часів Римської республіки, консул 119 року до н. е.

## З життєпису
Походив з роду нобілів Авреліїв. Син Луція Аврелія Котти, консула 144 року до н. е. Про молоді роки немає відомостей. Був прихильником партії оптиматів. У 122 році до н. е. став претором.
У 119 році до н. е. його обрали консулом разом з Луцієм Цецилієм Метеллом Далматіком. Під час своєї каденції вимагав від сенату притягнути до відповідальності Гая Марія, який на той час був народним трибуном, за його закон про подачу голосів у коміціях. Після того як посталий перед сенатом Марій став загрожувати йому ув'язненням, Аврелій відмовився від своїх претензій. Потім діяв проти іллірійських племен, проте без помітного успіху. Про подальшу долю його немає відомостей.

## Родина
Дружина — Рутілія.
Діти:
- Аврелія Котта, дружина Гая Юлія Цезаря Старшого.
- Луцій Аврелій Котта, консул 65 року до н. е.